# Адриатическо море
Адриатическо море (на италиански: Mare Adriatico; на словенски: Jadransko morje; на хърватски: Jadransko more; на сръбски: Јадранско море или Jadransko more; на албански: Deti Adriatik; на латински: Mare Hadriaticum), известно още като Синьо море, е полузатворено море, явяващо се залив на Средиземно море.

## Географска характеристика

### Общи сведения
Адриатическо море е разположено между Апенинския полуостров на югозапад и Балканския полуостров на североизток. На югозапад, запад и северозапад мие бреговете на Италия, на север – бреговете на Словения, на североизток – бреговете на Хърватия и Черна гора, а на изток – бреговете на Албания. На югоизток чрез протока Отранто (78 km) се свързва с Йонийско море. Дължина от северозапад на югоизток 796 km, ширина от 93 до 222 km, площ 138 595 km2. От три страни морето е заобиколено от високи планини: Апенинските на югозапад, Алпите на север и Динарските на североизток. Северозападните и западните му брегове са ниски, на места лагунни. В тази си част Адриатическо море бързо се запълва от наносите на реките (основно река По), в резултат на което някои древни пристанища (Л'Акуила, Адрия и др.) днес отстоят далеко от морето. Крайбрежието на Балканския полуостров представлява от своая страна редица залети от морето паралелни на брега долини (далматински тип бряг), което обуславя наличието на големи и малки острови, най-големи от които са – Корчула, Хвар, Брач и др. Най-големите заливи са в северната му част – Венециански и Триестки, а в югозападната – залива Манфредония. На север е големият полуостров Истрия, а на югозапад – Гаргано.

### Релеф на дъното
Дъното на морето представлява депресия с плавен наклон от северозапад на югоизток. Дълбочината в северните му плитки части е от 20 до 65 m, в средните от 100 до 170 m, а в югоизточните до 1589 m (максимална дълбочина). Дъното е покрито с фораминиферни пясъци и тини, а в близост до бреговете – камъни, чакъли и пясъци.

### Климат, Реки
Климатът на морето се характеризира със средимноморски черти, но под влияние на особеностите на обкръжаващата суша значително се отличава от климата на Средиземно море. Характерни местни ветрове са бора, сироко, мистрал, които силно вляет на температурата на въздуха. Средната февруарска температура е от 5 °C на север до 10 °C на юг, а средната августовска – съответно от 24 °C до 26 °C. На юг зимата се характеризира с висока облачност и значителни валежи (60 – 70% от годишната сума). През лятото преобладава ясно време с добре изразени бризи.
Най-голямата река вливаща се в Адриатическо море е река По. Други по-големи реки са Рено, Адидже и Пияве, които заедно с По се вливат в северозападната му част. от североизток се влива река Неретва, а от изток – Дрин, Вьоса и др.

### Хидроложки режим
Хидроложкият режим на морето се определя от климата и речния приток на вода в северните му части. Повърхностните течения образуват цикличен кръговрат. Покрай североизточните му брегове на северозапад се движат средиземноморски води, а покрай югозападните му брегове в обратно направление – собствено адриетически слабосолени води. Температурата на водата на повърхността през февруари е от 7 °C на север до 13 °C на юг, а през август съответно от 24 °C до 26 °C. Солеността на север е 30 – 35‰, а на югоизток – до 38‰. В дълбочинните слоеве температура на водата и солеността са почти постоянни съответо – 12 – 12,5 °C и 38 – 38,58‰. Приливете са смесени с амплитуда до 1,2 m на север.

### Флора и фауна
Риби в Адриатическо море:
- Хамсия (Engraulis enchrasicholus) – Италианско име „ALICE“.
- Змиорка (Anguilla Anguilla) – Италианско име „Anguilla“ за речните и „Grongo“ за морските такива.
- Боп (Boops Boops).
- Морски костур (Dicentrarchus labrax) – Италианско име „Branzino, Spigola“.
- Кефал (Mugil cephalus) – Италианско име „Cefalo“.
- Попчета (Gobius paganellus) – Италианско име „Paganelo“.
- ХЕК (Merlucius Merlucius) – Италианско име „Merluzo“.
- Bream (Lithoniatus mormyrus) – Италианско име „Mormora“.
- GILTHEAD (Sparus auratus).
- Palamita (Sarda Sarda).
- Адриатическа акула „Паломбо“ (Mustelus mustelus).
- Писия (Platichthys flesus flesus) – Италианско име „Passera“.
- Potassolo (Micromesistius poutassou).
- Морска котка (Raja clavata и Raja miraletus) – Италианско име „Razza“.
- Калкан (Psetta максимуми) – Италиаски имена „Rombo, Vela“.
- Sarago (Diplodus вулгарис) – Италианско име „scuden“.
- Сардина (Sardinia pilchardus)
- Скорпион SCORPIONFISH (Scorpaena SCROFA) – Италианско име „Scarpina“. Внимание рибата има отровни шипове!
- Скумрия (Scomber scombrus)с Италиански имена „Sgombro, Maccerello, Sgummero, Strummo, Verdone“.
- Морски език (Solea вулгарис) – Италианско име „sfoia“.
- Сафрид (Trachurus Trachurus) – Италианско име SURO.
- ТОН червен и златен (Thunnus thynnus и Thunnus albacares).
- Triglia (Mullus barbatus) – Италиански имена: „Triola, Rosciolo, Cicinello, S.Giovanni, Agostinello“.
- Mazzoline (Trigla lucerna) – Италиански имена: „Testagrossa или Testola“.
- Rospo (Lophius piscatorius) – Италианско име „Pescatrice“.
- Ricciola (Seriola dumerili).
- San Pietro (Zeus faber).
- Spinarolo (Squlus acanthias) – акула тип Черноморска.
- Cepole (Cepola rubescens) – Италиански имена „Galera, Signorina“.
- Gattuccio (Scyliorhinus canicula) позната с Италианското име „Gattina“.
- Nasello (Merluccius merluccius).
- Zanchette (Arniglossus laterna) – Италианско име „Zanchetta“.
- Busbana (Trisopterus capelanus).
- Cernia (Epinephelus guaza)
- Orata (Sparus aurata).
- Зарган (Belone belone) – Италианско име „Aguglia“.
- Морски дракон (Trachinus draco) – Италианско име „Tracina“. Внимание рибата има отровни шипове!

Раци и други мекотели в Адриатическо море:
- РАК (Portunus sp) пясъчен – Италианско име „Grancio“.
- Скариди или царска скарида (Penaeus kerathurus) – Италианско име „gamber“.
- Scampi (Nephreps Norvegicus).
- Сепия (Sepia Officinalis) – Италиански имена „Sepia, Seccia, Seccette“.
- Mantis Shrimp (Squilla богомолка).
- LOBSTER (Homarus Gammarus).
- Moscardini (Vedi la descrizione) – Италиански имена: „Furbo, Furbetto, Furbo della vellegna, Mosciarolo“.
- Panocchie (Squilla mantis) – Италиански имена: „Panocchia, Pannochì, Panocchia scolata, Moscatella lo curajo“.
- Scampi (Nephrops norvegicus) – Италиански имена: „Astricio, Astricetto, Scambo, Scambetto“.
- Totani (Todarodes sagittatus) – Италиански имена: „Carambocchio, Pisciò, Tabaccù“.
- Calamaretti (Alloteuthis media) – Италиански имена: „Calamaretto, Taccapanè, Cannellino“.
- Calamaro (Loligo vulgaris) Италиански имена: „Calamà, Trufello, Casciarolo“.
- Gamberetti Rosa (Aristaeomorpha fogliacea) – Италиански имена: „Gamberetto, Salispicio“.

## Стопанско значение
В Адриатическо море е развит риболова, основно сардина и скумрия.
Основни пристанища са:
- в Италия – Триест, Венеция, Анкона, Пескара, Бари, Бриндизи
- в Словения – Копер
- в Хърватия – Риека, Шибеник, Сплит, Дубровник
- в Черна гора – Котор, Бар
- в Албания – Драч, Вльора.[2]